# 이생진
이생진(음력 1929년 2월 21일 ~ )은 대한민국의 시인이다.

## 생애
음력 1929년 2월 21일(호적상 10월 1일) 충남 서산에서 태어났다. 1949년 서산 농림학교(6년)를 졸업하였고 1951년부터 1954년까지 군복무를 하였다. 1965년부터 1969년까지 국제대학 영문학과 수학을 전공하였으며 1969년부터 1970년까지 연세대학교 교육대학원 언어학과를 다니다가 중퇴하였다. 1954년부터 1993년까지 중고등학교 교사 생활을 하였다.

## 활동

### 시집
- 1955: ≪산토끼≫
- 1956: ≪녹벽(綠壁)≫
- 1957: ≪동굴화(洞窟畵)≫
- 1958: ≪이발사(理髮師)≫
- 1963: ≪나의 부재(不在)≫
- 1972: ≪바다에 오는 이유(理由)≫
- 1975: ≪자기(自己)≫
- 1978: ≪그리운 바다 성산포(城山浦)≫
- 1984: ≪산(山)에 오는 이유(理由)≫
- 1987: ≪섬에 오는 이유≫
- 1987: ≪시인의 사랑≫
- 1988: ≪나를 버리고≫
- 1990: ≪내 울음은 노래가 아니다≫
- 1992: ≪섬마다 그리움이≫
- 1994: ≪불행한 데가 닮았다≫
- 1994: ≪서울 북한산≫
- 1995: ≪동백꽃 피거든 홍도로 오라≫
- 1995: ≪먼 섬에 가고 싶다≫
- 1997: ≪일요일에 아름다운 여자≫
- 1997: ≪하늘에 있는 섬≫
- 1998: ≪거문도≫
- 1999: ≪외로운 사람이 등대를 찾는다≫
- 2000: ≪그리운 섬 우도에 가면≫
- 2001: ≪혼자 사는 어머니≫
- 2001: ≪개미와 베짱이≫(곤충시집: ‘내 울음은 노래가 아니다’ 증보판)
- 2003: ≪그 사람 내게로 오네≫
- 2004: ≪김삿갓, 시인아 바람아≫
- 2006: ≪인사동≫
- 2007: ≪독도로 가는 길≫
- 2008: ≪반 고흐, ‘너도 미쳐라’≫
- 2009: ≪서귀포 칠십리길≫
- 2010: ≪우이도로 가야지≫
- 2011: ≪실미도, 꿩 우는 소리≫
- 2018: ≪무연고≫

### 시선집
- 1999: ≪시인(詩人)과 갈매기≫
- 2004: ≪저 별도 이 섬에 올 거다≫

### 시화집
- 1997: ≪숲속의 사랑≫(시: 이생진/사진: 김영갑)
- 2002: ≪제주, 그리고 오름≫(시: 이생진/그림: 임현자)

### 수필집 및 편저
- 1962: ≪아름다운 천재(天才)들≫
- 1963: ≪나는 나의 길로 가련다≫
- 1997: ≪아무도 섬에 오라고 하지 않았다≫
- 2000: ≪걸어다니는 물고기≫

### 공동 시집
- 2003: ≪영혼까지 독도에 산골하고≫

### 시화전
- 1971: 시화전

### 동인 활동
- 1971∼1985: ‘분수’ 동인(신협, 윤강로, 이봉신, 김준회, 신용대, 이생진) 활동
- 1986∼2006: ‘우이시’ 동인(임보, 채희문, 홍해리, 이생진) 활동

### 시낭송 활동
- 1995~2000: 성산포, 아끈다랑쉬오름, 마라도, 안면도, 실미도, 만재도, 우이도 등 섬에서 시낭송
- 2000~2011: 인사동에서 시낭송

## 추천·수상
- 1969: ≪현대문학≫으로 등단
- 1996: 윤동주 문학상 수상
- 2001: ‘그리운 바다 성산포’와의 인연으로 제주도 명예도민이 됨
- 2002: 상화(尙火)시인상 수상
- 2008: 도봉문학상 수상